# Werner Schochow
Werner Schochow (* 7. November 1925 in Berlin; † 23. September 2020) war ein deutscher Bibliothekar und Historiker.

## Werdegang
Werner Schochow studierte Geschichte und wurde 1961 an der FU Berlin promoviert. Anschließend absolvierte er ab Oktober 1962 als Referendar die Ausbildung für den höheren Bibliotheksdienst an der Staatsbibliothek der Stiftung Preußischer Kulturbesitz zu Berlin und arbeitete dort von 1964 bis zu seiner Pensionierung im Frühjahr 1989. Sein Hauptforschungsfeld war die Geschichte der Staatsbibliothek und ihrer Mitarbeiter.
In den 1960er Jahren wirkte Schochow an der Neubearbeitung des „Dahlmann-Waitz“, der Quellenkunde der deutschen Geschichte, im Auftrag des Max-Planck-Instituts für Geschichte mit.
Werner Schochow verstarb am 23. September 2020 im Alter von 94 Jahren in Berlin. Die Beisetzung erfolgte auf dem Evangelischen Kirchhof Nikolassee.

## Veröffentlichungen (Auswahl)
- Deutsch-jüdische Geschichtswissenschaft. Eine Geschichte ihrer Organisationsformen unter besonderer Berücksichtigung der Fachbibliographie, FU Berlin, phil. Diss. 1961; 2., überarb. u. erw. Ausgabe, Colloquium-Verlag, Berlin 1969.
- 325 Jahre Staatsbibliothek in Berlin. Das Haus und seine Leute. Reichert, Wiesbaden 1986, ISBN 3-88226-275-3.
- Die Preußische Staatsbibliothek 1918–1945. Ein geschichtlicher Überblick. Mit einem Quellenteil. Böhlau, Köln, Wien 1989, ISBN 3-412-22288-7.
- Bücherschicksale. Die Verlagerungsgeschichte der Preußischen Staatsbibliothek. Auslagerung, Zerstörung, Entfremdung, Rückführung, dargestellt aus den Quellen. de Gruyter, Berlin u. a. 2003, ISBN 3-11-017764-1.
- Die Berliner Staatsbibliothek und ihr Umfeld. 20 Kapitel preußisch-deutscher Bibliotheksgeschichte. Klostermann, Frankfurt a. M. 2005, ISBN 3-465-03442-2 (Buchanzeige).
- Geschichten aus der Berliner Staatsbibliothek. 41 Miniaturen. BibSpider, Berlin 2014, ISBN 978-3-936960-79-2.